# Atentát na Abrahama Lincolna
Atentát na Abrahama Lincolna se odehrál 14. dubna 1865 v době, kdy 16. prezident Spojených států amerických Abraham Lincoln sledoval hru Our American Cousin (Náš americký bratranec) ve Fordově divadle. Atentát provedl v té době známý divadelní herec John Wilkes Booth.
Součástí plánu bylo zabití dalších významných členů americké vlády, totiž ministra zahraničních věcí Spojených států amerických Williama H. Sewarda a viceprezidenta Andrewa Johnsona. Sewarda měli zabít Lewis Powell a David Herold, viceprezidenta Johnsona měl zabít George Atzerodt. Booth a jeho spolupracovníci doufali, že pokud odstraní tři nejvýznamnější politiky ve vládní administrativě, zpřetrhá to kontinuitu vlády Spojených států amerických. Úspěšný však byl pouze atentát na prezidenta Lincolna.
Šestnáctý prezident Spojených států americký Abraham Lincoln byl prvním prezidentem, na kterého byl spáchán úspěšný atentát a třetím prezidentem, který zemřel během doby trvání svého úřadu. V době, kdy se prezident Lincoln díval na divadelní hru, na něj Booth zezadu vystřelil a trefil jej do hlavy. V 7:22 ráno následujícího dne Lincoln zemřel v Petersen House naproti divadlu.
Booth se po atentátu snažil delší dobu unikat, nakonec byl při pronásledování armádou zastřelen. Dopadeni a souzeni byli také jeho další spolupracovníci, nakonec došlo k jejich popravě.

## Před atentátem

### Původní plán: Unesení prezidenta

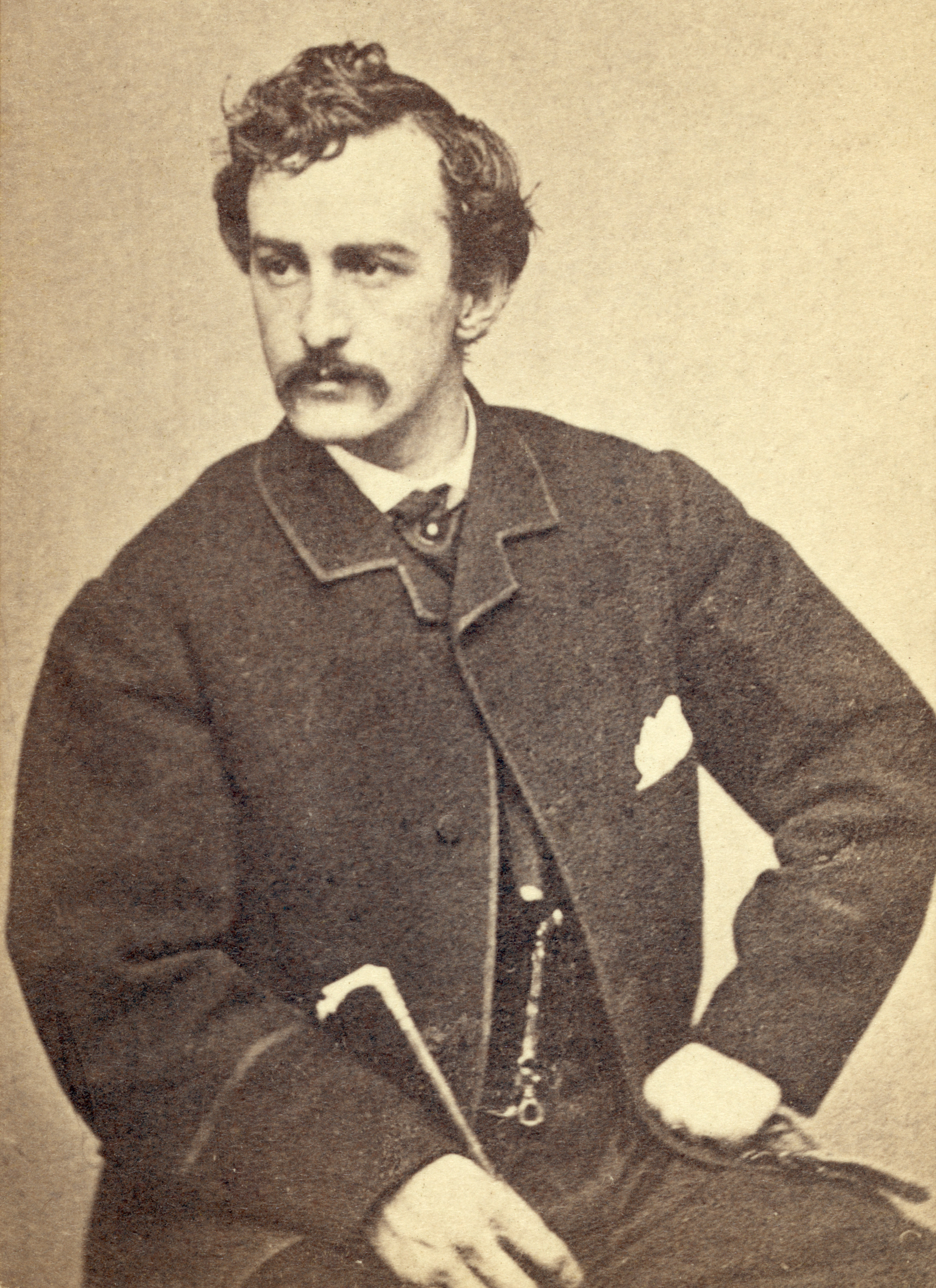
John Wilkes Booth

John Wilkes Booth, původně z Marylandu, byl hrdý Jižan a otevřený sympatizant Konfederace. Narodil se do rodiny dobře známých herců. Booth sám byl v době atentátu slavnou a celosvětově známou celebritou.
V březnu roku 1864 se generál Ulysses S. Grant, velící generál všech armád Unie, rozhodl pozastavit výměnu válečných zajatců s armádou Konfederace. Uvědomil si totiž, že výměna prodlužuje válku vracením vojáků do vyčerpaného Jihu. Proto John Wilkes Booth vypracoval plán na unesení prezidenta Lincolna a jeho výměnu za zajaté Jižany. Booth naverboval Samuela Arnolda, George Atzerodta, Davida Herolda, Michaela O'Laughlena, Lewise Powella (také známého jako „Lewis Paine“) a Johna Surrata, aby mu pomohli. Matka Surrata, Mary Surrattová, opustila svou hospůdku v Surrattsville a přesunula se do domu ve Washingtonu, D.C., který pak Booth často navštěvoval.
Lincoln a Booth se navzájem dobře neznali. Lincoln Bootha ale viděl ve hře The Marble Heart ve Fordově divadle 9. listopadu 1863. Tehdy se mu Booth zalíbil natolik, že mu prostřednictvím své kanceláře zaslal pozvánku na návštěvu Bílého domu, kterou Booth odmítl. Lincoln byl obdivovatelem muže, který se stal jeho vrahem.
Booth dne 4. března 1865 navštívil Lincolnovu druhou inauguraci. Po ní si napsal do svého diáře: „Jakou skvělou šanci jsem to měl, pokud bych si přál zabít prezidenta v den jeho inaugurace.“
17. března 1865 Booth informoval své spolupracovníky o tom, že Lincoln navštíví hru Still Waters Run Deep v Cambeelské vojenské nemocnici. Muže shromáždil v restauraci na okraji města a měl v úmyslu připojit se k prezidentovi při jeho cestě zpět z nemocnice. Lincoln však tuto hru nakonec vůbec nenavštívil a tak tento plán selhal.
Mezitím se Konfederace rozpadla. Třetího dubna padlo hlavní město Konfederace, Richmond ve Virginii, do rukou armády Unie. Dne 9. dubna 1865 se armáda severní Virginie, hlavní armáda Konfederace, vzdala do rukou armády Potomacu.

### Motiv
Existuje několik teorií o Boothově přesném motivu ohledně spáchání atentátu na Lincolna. Booth napsal dopis své matce Mary Ann, ve kterém mluví o své touze pomstít jih. Doris Kearns Goodwin podpořil myšlenku, že mnoho Boothovy motivace pochází ze sourozenecké rivality se svým dobře známým bratrem, hercem Edwinem Boothem. Historik David S. Reynolds napsal, že část Boothovy motivace byla tvořena obdivem k abolicionistovi Johnovi Brownovi. Asia Booth Clarke citovala svého bratra Johna W. Bootha, když říkal: „John Brown byl tím největším mužem tohoto století!“. 11. dubna 1865, dva dny poté, co se Leeova armáda vzdala unijním silám a tři dny před atentátem, Booth navštívil Lincolnův projev v Bílém domě, kde Lincoln podporoval udělení volebního práva dřívějším otrokům. Booth je citován, když říkal Lewisovi Powellovi: „To znamená občanství i pro negry. Přísahám Bohu, že ho zabiju. Tohle je jeho poslední projev.“.

### Lincolnovo zlé tušení

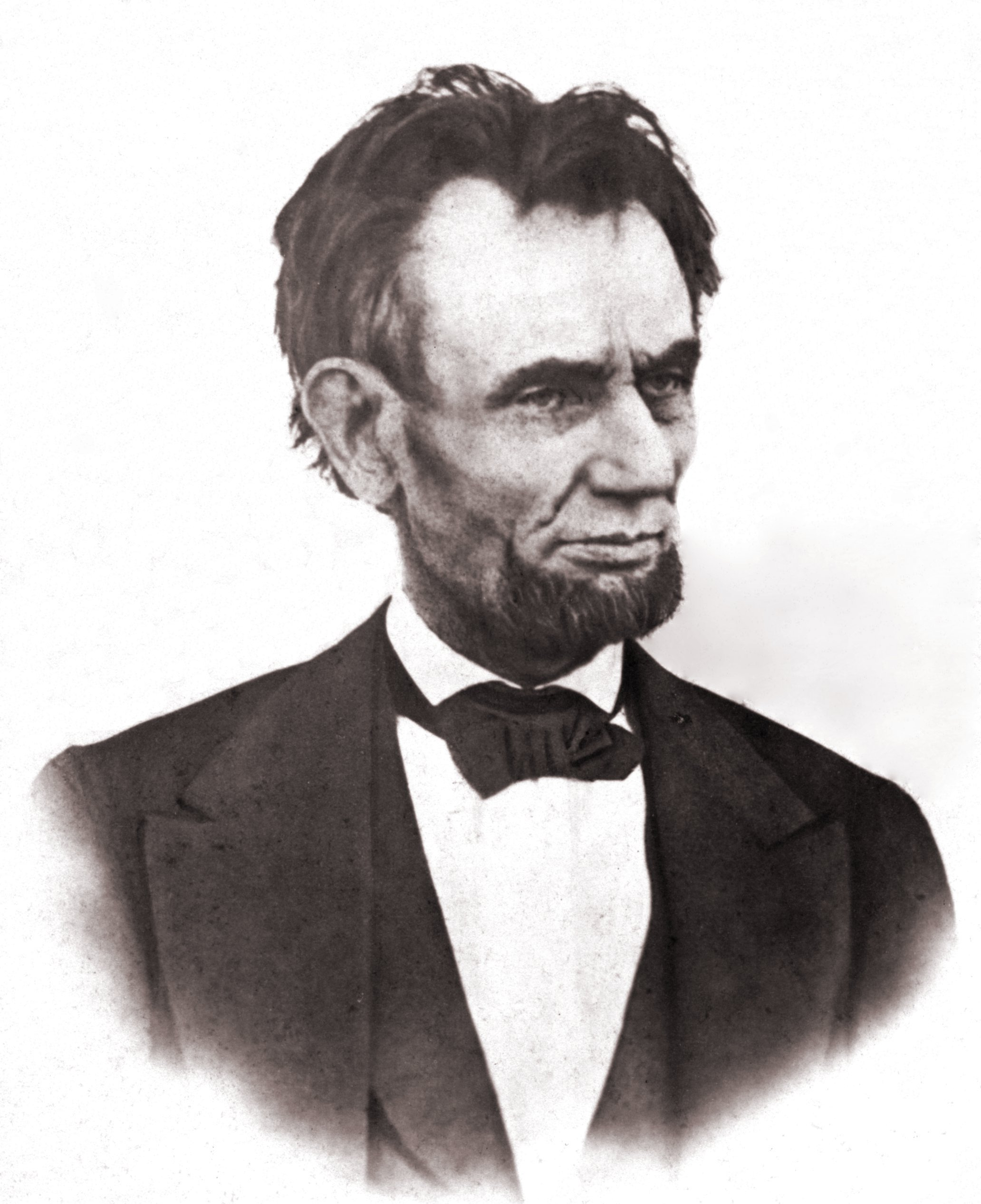
Lincoln na balkoně Bílého domu 6. března 1865. Toto je poslední známá kvalitní fotografie Lincolna

Je široce uznáváno, že Lincoln očekával, že na něj bude spáchán atentát. Podle Warda Hilla Lamona, Lincolnova přítele a životopisce, měl Lincoln sen, který s ním tři dny před atentátem projednával. Při tom řekl:
Před asi deseti dny jsem šel spát velmi pozdě. Čekal jsem na důležité depeše z fronty. Nakonec jsem začal snít. Okolo mě byl hluboký klid. Pak jsem uslyšel tlumené vzlyky, jako kdyby řada lidí plakala. Myslel jsem, že jsem opustil svou postel a odešel dolů. Klid byl přerušen tím stejným vzlykáním, ale truchlící byli neviditelní. Chodil jsem z pokoje do pokoje, žádná živá osoba nebyla na dohled, ale stejné truchlivé zvuky mě pronásledovaly kamkoliv jsem šel. Viděl jsem ve všech pokojích světlo, znal jsem vše, co jsem viděl, ale kde byli všichni ti lidé, kteří se trápili, jako kdyby se jejich srdce zlomilo? Byl jsem zmatený a vyplašený. Jaký má být význam toho všeho? Odhodlán najít příčinu těchto záhadných a šokujících věcí jsem pokračoval dál, až jsem dorazil do Východní místnosti, do které jsem vstoupil. Tam jsem se potkal se znepokojujícím překvapením. Přede mnou byl katafalk, na kterém odpočívala mrtvola zabalená do pohřebního roucha. Okolo ní byli vojáci držící stráž. Byl tam také dav lidí, který smutně hleděl na mrtvolu, jejíž tvář byla zahalena. „Kdo je ten mrtvý v Bílém domě?“, zeptal jsem se jednoho z vojáků. „Prezident, “ bylo mi odpovědí, „byl na něj spáchán atentát.“. Z davu zazněl hlasitý zármutek, který mě probudil z mého snu. Tu noc jsem již neusnul a ačkoliv to byl jen sen, od té doby jsem byl podivně otrávený.

V den atentátu řekl Lincoln svému bodyguardovi, Williamu H. Crookovi, že se mu po tři noci zdálo o svém vlastním atentátu. Crook poradil Lincolnovi, aby ten večer raději do Fordova divadla nechodil. Lincoln však odvětil, že své ženě slíbil, že tam půjdou. Když Lincoln odcházel do divadla, otočil se ke Crookovi a řekl: „Sbohem, Crooku“, což bylo vůbec poprvé, kdy něco podobného řekl. Předtím vždycky říkal jen: „Dobrou noc, Crooku“.
Poté, co byl Lincoln zastřelen, jeho žena Mary Todd Lincolnová řekla: „Jeho sen byl prorocký“.

## Vražda Abrahama Lincolna

### Před atentátem
Čtrnáctého dubna 1865 si Booth poznamenal do diáře: „Náš případ je téměř ztracen. Musí se stát něco rozhodného a velkého.“
Lincoln se po dlouhé době vzbudil veselý. Senátor James Harlan vzpomíná, že Lincoln byl jako vyměněný. Namísto nepopsatelného smutku byla v jeho tváři cítit stejná nepopsatelná radost.
Hugh McCulloch, nový ministr financí Spojených států amerických, si ráno poznamenal: „Nikdy jsem neviděl pana Lincolna tak veselého a šťastného.“ Edwin M. Stanton řekl: „Včera brzy ráno svolal prezident schůzi kabinetu, na které byl přítomen gen. Grant. Prezident byl mnohem veselejší a šťastnější, než jsem ho předtím kdy viděl. “ Nikdo si toho rozdílu nemohl nevšimnout. Ještě před několika měsíci vypadal prezident bledě a vyčerpaně.
Lincoln řekl členům jeho kabinetu, že snil o tom, že pluje na „jedinečném a nepopsatelném plavidle, které se velmi rychle pochybuje vstříc temnému a neurčitému pobřeží“. Také prozradil, že měl tento sen opakovaně u předchozích příležitostí, před „téměř každou velkou a důležitou událostí války“, jako v případě vítězství u Antietamu, Gettysburgu anebo Vicksburgu.
Okolo poledne se Booth dozvěděl, že tuto noc navštíví prezident Lincoln a generál Grant hru Our American Cousin. Přitom si uvědomil, že to pro něj bude ta nejlepší příležitost udělat něco „rozhodného“. Booth věděl, jak divadlo vypadá, jelikož v něm několikrát hrál, naposledy minulý měsíc.
Toho dne odpoledne šel Booth do penzionu Mary Surrattové ve Washingtonu a požádal ji, aby doručila přinesený balíček do hospůdky v Surrattsville v Marylandu. Také ji požádal, aby řekla svému nájemci, který tam bydlel, aby na ten večer připravil k vyzvednutí zbraně a munici, kterou tam předtím Booth uložil. Surratová udělala, co po ní Booth žádal a zajela do Surratsville spolu s Lousiem J. Weichmannem, jejím nájemníkem a přítelem jejího syna. Kvůli tomuto činu byla o tři měsíce později popravena.
V sedm hodin večer se John Willkes Booth naposledy setkal se svými spolupracovníky. Přiřadil Lewisovi Powellovi úkol zabít ministra zahraničních věcí Williama H. Sewarda v jeho domě, Georgovi Alzerodotovi úkol zabít viceprezidenta Spojených států amerických Andrewa Johnsona v jeho rezidenci a Davidovi E. Heroldovi úkol doprovodit Powella do Sewardova domu. Booth plánoval zastřelit Lincolna jednoranným Deringerem a poté bodnout Granta nožem ve Fordově divadle. Všichni měli zaútočit najednou krátce po desáté hodině večerní. Atzerodt s tím nechtěl mít nic společného, chtěl pomoci pouze s unesením prezidenta, ne s jeho zabitím. Booth mu řekl, že je příliš pozdě na to, aby mohl vycouvat.

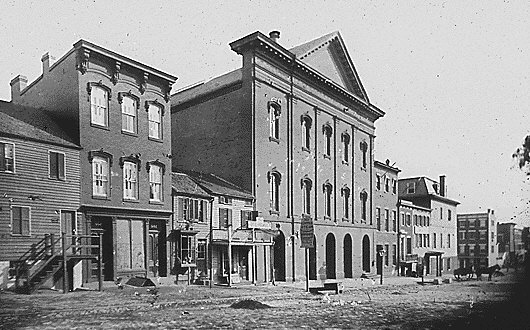
Fordovo divadlo v roce 1865

Prezidentská lóže Fordova divadla, místo, kde byl Lincoln zabit

### Příjezd do divadla

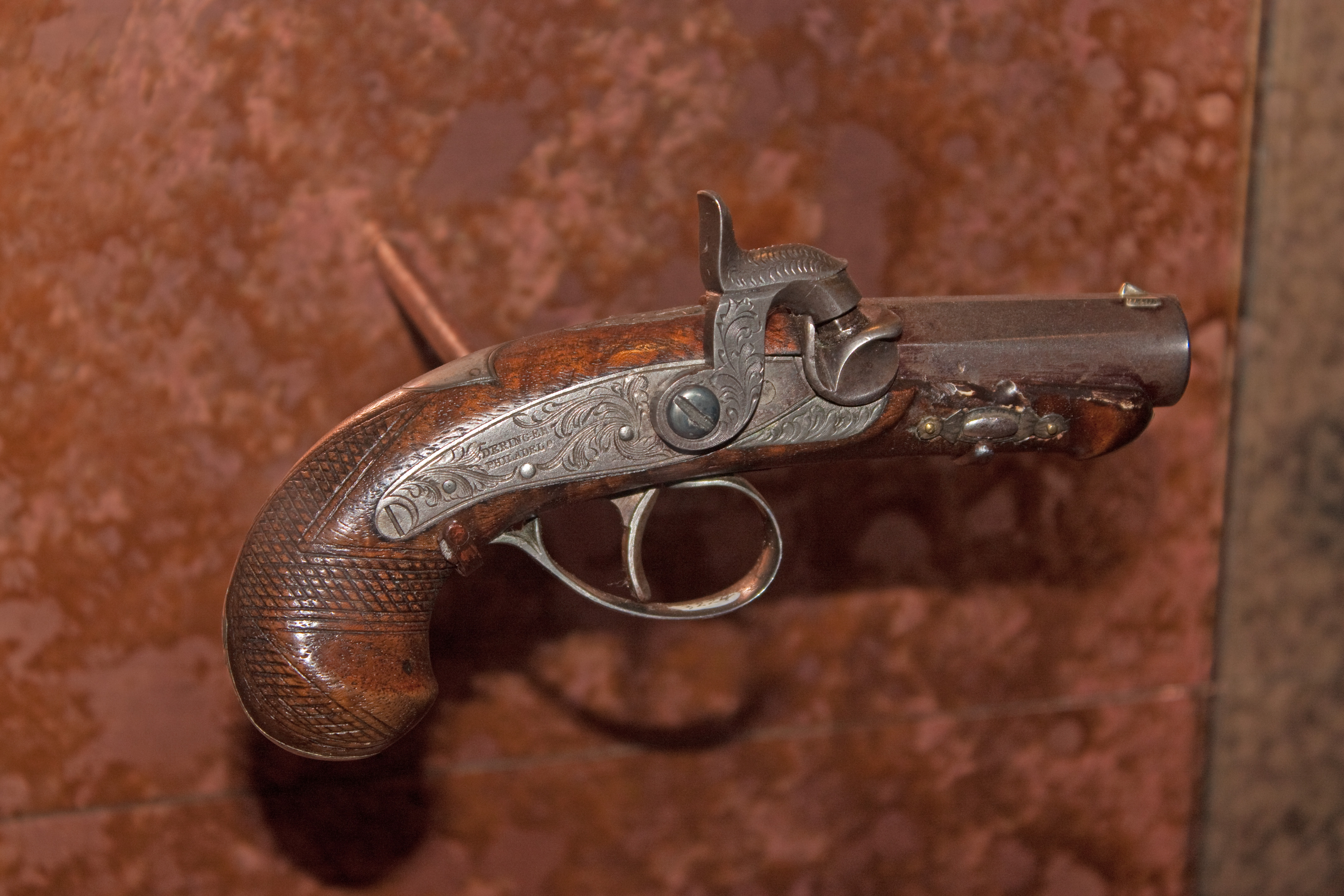
Pistole typu Philadelphia Deringer, kterou Booth použil k zavraždění Lincolna, vystavená v muzeu Fordova divadla

V rozporu s informací, kterou Booth slyšel, gen. Grant a jeho manželka Julia Grantová odmítli pozvání na hru od prezidenta Lincolna, jelikož manželka prezidenta a manželka Granta spolu nebyly zadobře. Prezident pozval i další lidi, aby se k němu připojili, nakonec toto pozvání přijali pouze major Henry Rathbone a jeho snoubenka Clara Harrisová (dcera newyorského senátora Ira Harrise).
Lincoln řekl předsedovi Sněmovny reprezentantů Spojených států amerických Schuylerovi Colfaxovi: „Myslím, že je čas jít, ačkoliv bych raději zůstal“. Poté pomohl Mary nastoupit do kočáru a poté odjeli.
Lincolnova skupina do divadla přijela pozdě a usadila se v Prezidentské lóži, což byly ve skutečnosti dvě lóže umístěné hned vedle sebe v rohu divadla, které byly původně rozděleny příčkou, která ale byla odebrána. Hra se na krátkou dobu zastavila a orchestr zahrál Hail to the Chief, oficiální hymnu prezidenta Spojených států amerických, jelikož audience divadla vestoje uvítala prezidenta s ovacemi. Fordovo divadlo bylo v té době zcela plné, bylo v něm zhruba 1 700 diváků. Paní Lincolnová zašeptala svému manželovi, který ji držel za ruce: „Co si bude slečna Harrisová myslet o mém zavěšení se do tebe?“ Prezident Lincoln odpověděl: „Nebude si o tom myslet vůbec nic.“
Toto jsou poslední známá slova pronesená Abrahamem Lincolnem před jeho smrtí, ačkoliv někteří tvrdí, že později řekl své manželce, že se rozhodl navštívit Svatou Zemi, což zakončil výrokem: „Na celém světě není žádné místo, které bych viděl raději než Jeruzalém.“

### Střelba
Prezidentská lóže měla být střežena policistou Johnem Frederickem Parkerem. Během přestávky Parker zašel do blízké hospody spolu s Lincolnovým lokajem a kočím. Je nejasné, jestli se vůbec do divadla vrátili, ale zcela určitě vevnitř Parker nebyl v době, kdy Booth vtrhl do lóže. V každém případě i kdyby policista byl v době atentátu přítomen, je otázkou, jestli by vůbec zamezil ve vstupu do prezidentské lóže přednímu herci, jakým byl John Wilkes Booth.
Dr. George Brainerd Todd, námořní chirurg, spatřil Botha přicházet,: „okolo 22:25 pomalu procházel kolem prezidentské lóže muž a slyšel jsem někoho říkat: "Tam je Booth". V tom okamžiku jsem se na něj podíval. Stále šel vpřed velmi pomalu a byl téměř u dveří, když se zastavil, vytáhl z kapsy papírovou kartičku, něco na ni napsal a dal ji uvaděči, jenž ji následně vstrčil do lóže. Během minutky se dveře otevřely a onen muž vešel dovnitř“.
Před tím, než Booth vstoupil do prvních dveří prezidentské lóže, zabarikádoval směrem dovnitř otevírající se dveře pomocí dřevěného klacíku, který vstrčil mezi dveře a zeď. Důkazy napovídají, že tam tento klacík dal dříve než den před samotným atentátem, ačkoliv to není jisté.
Booth věděl, jaký má hra průběh a vyčkal na přesný okamžik, kdy herec Harry Hawk (který hrál hlavní roli bratrance Asy Trencharda) zůstal na scéně sám, aby promluvil k audienci, což považoval za nejsměšnější část hry. Doufal, že smích audience trochu ztlumí výstřel ze zbraně. Lincoln sám se během této pasáže smál.
V té chvíli Booth otevřel dveře, vstoupil do lóže a střelil prezidenta, čímž ho smrtelně zranil. Kulka zasáhla Lincolnovu hlavu za jeho levým uchem, těžce zlomila lebku a téměř opustila hlavu druhou stranou nad Lincolnovým pravým okem. Prezident okamžitě ztratil vědomí a klesl ve své houpací židli. Mary Lincolnová se nejprve natáhla, chytila ho a pak vykřikla, když si uvědomila, co se stalo.
Před zaslechnutím výstřelu ze střelné zbraně si major Rathbone myslel, že Booth vykřikl slovo, které znělo jako „Svoboda!“.

### Boothův útěk z divadla
Rychle vyskočil ze svého sedadla a pokusil se Boothovi zabránit v útěku. Booth upustil pistoli na podlahu a vytáhl nůž, kterým Rathbona zranil na levém předloktí. Rathbone se rychle vzpamatoval a znovu se pokusil chytit Bootha, protože se připravoval skočit z okraje prezidentské lóže. Zachytil však pouze jeho kabát, čímž Bootha v jeho třímetrovém seskoku jen trochu zpomalil. Během seskoku Boothova levá bota zasáhla zarámované rytiny Washingtonu, které úplně otočila a jeho jezdecká šňůra se zapletla do Treasury Guard vlajky, která spolu s dalšími prezidentskou lóži zdobila. Po dopadu se navzdory zraněním vztyčil, čímž obecenstvo přesvědčil, že se jedná o součást hry. Booth držel svůj krvavý nůž nad hlavou a něco křičel na diváky.
Ačkoliv se obecně věří, že Booth křičel „Sic semper tyrannis!“ (státní motto Virginie v latině znamenající „Tak vždy tyranům!“), ať už v lóži anebo přímo na jevišti, není přesto jasné, zda tento tradičně citovaný Boothův výrok byl skutečně pronesen. Existuje několik rozdílných očitých svědectví o tom, co vlastně Booth řekl. I přes to, že nejvíce očitých svědků tvrdí, že Booth křičel „Sic semper tyrannis!“, další – včetně Bootha samotného – tvrdí, že křičel pouze „Sic semper“. Někteří si vůbec nevzpomínají, že by Booth řekl cokoliv latinsky.
Co Booth křičel v angličtině je také nejasné a různí očití svědci říkají něco jiného. Několik z nich tvrdí, že Booth křičel „Jih je pomstěn!“. Další tvrdí, že slyšeli Bootha říkat „Pomsta pro Jih“ anebo „Svoboda pro Jih“. Dva další tvrdí, že Booth řval „Udělal jsem to!“.
Zatímco diváci si zatím neuvědomili, co se děje, právník Maj. Joseph B. Stewart se okamžitě poté, co na scéně spatřil Bootha, zvedl a začal ho pronásledovat.
Mary Lincolnová a Clara Harrisová křičely a Rathbone plakal a volal: „Zastavte toho muže!“, což způsobilo, že si i ti diváci, kteří se doposud domnívali, že vidí pokračování hry, uvědomili, že se představení vymklo kontrole a vypuklo všeobecné pozdvižení.
Někteří z publika se okamžitě poté, co si uvědomili, co se děje, vydali za Boothem, ale nikdo z nich ho nedokázal chytit. Booth běžel přes celou scénu zrovna ve chvíli, kdy Rathbone křičel a odešel zadními dveřmi. Na cestě narazil do Williama Witherse, Jr., vedoucího orchestru, kterého následně bodl nožem.
Ihned po opuštění budovy se Booth přiblížil ke koni, který čekal venku, udeřil Josepha "Penauts" Burroguthsa, jenž mu koně držel, vskočil na koně a odjel.
Katherine M. Evansová (mladá herečka, která byla v okamžiku, kdy byl Lincoln střelen zrovna v zákulisí Fordova divadla), spěchala zpět na scénu ihned po Boothově odchodu. V následujících rozhovorech prohlásila: „Podívala jsem se a viděla jsem prezidenta Lincolna v bezvědomí s položenou hlavou na hrudi a zavřenýma očima, ale i přesto se stále smál.

### Smrt prezidenta Lincolna

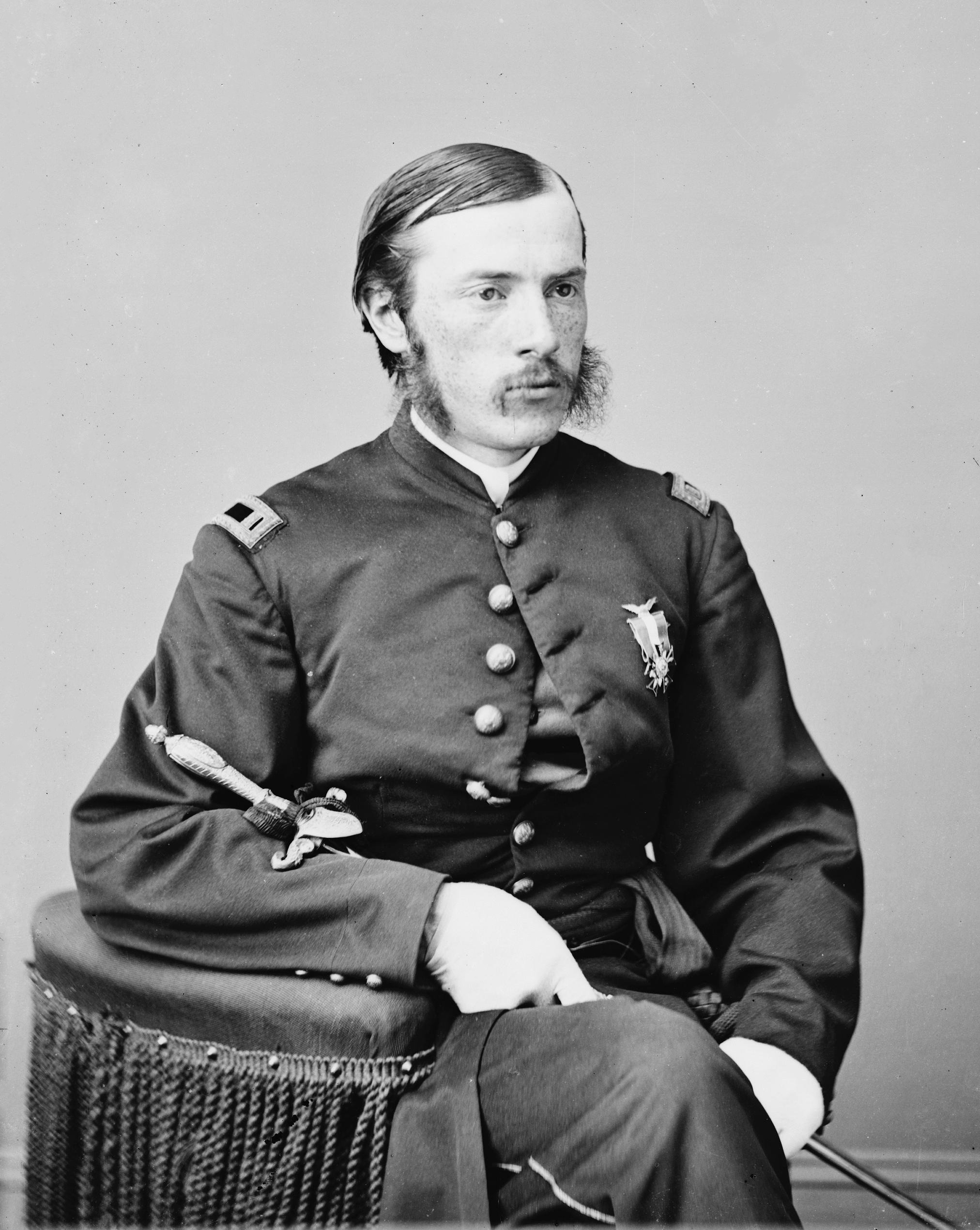
Charles Leale

Charles Leale, mladý armádní chirurg, chtěl vstoupit do prezidentské lóže hned poté, co spatřil Bootha končit jeho výstup před publikem a krev na jeho noži. Nepodařilo se mu ale otevřít dveře. Rathbone si (uvnitř lóže) všiml, že dveře jsou zablokované dřevěnou zarážkou. Zařval na Leala, aby odstoupil od dveří, zarážku vysunul a dveře otevřel.
Leale poté do otevřené lóže vstoupil a spatřil Lincolna s hlavou opřenou o jeho pravici a vzlykající Mary Lincolnovou, která se nedokázala kontrolovat. Leale položil prezidenta na podlahu, jelikož věřil, že Lincoln byl bodnut nožem do ramene. Mezitím byl do lóže vyzdvihnut další lékař, Charles Sabin Taft.
Charles Leale a lékař Charles Sabin Taft odřízli Lincolnův zakrvavený límec a rozřízli mu tričko. Leale si všiml kulky napravo v Lincolnově hlavě těsně vedle levého ucha, kterou se následně pokusil vyndat. Kulka ale byla zaražena příliš hluboko, a proto se mu to nepodařilo. Následně místo toho Leale vyndal krevní sraženinu, čímž se prezidentovo dýchání zlepšilo. Leale z toho vyvodil, že pokud odebere více krevních sraženin, Lincoln bude dýchat více přirozeně. Poté Leale zahlédl, že se kulka dostala až do prezidentovy lebky. Leale nakonec oznámil, že zranění Lincolna je smrtelné a je téměř nemožné, aby přežil.
Leale, Taft a další doktor, Albert King, se rozhodli, že prezident musí být přesunut pryč z divadla, přičemž hrbolatá cesta městem zpět do Bílého domu byla příliš nebezpečná. Chvíli uvažovali o přesunutí prezidenta do vedlejšího Star Saloonu Petera Taltavulla, nakonec se rozhodli prezidenta přenést na druhou stranu ulice a tam najít nějaký dům, do kterého ho umístí. Zmínění tři doktoři a někteří vojáci z hlediště nesli prezidenta hlavním vchodem pryč z Fordova divadla. Na ulici je spatřil muž, který jim radil, aby prezidenta umístili do penzionu Petersen House.

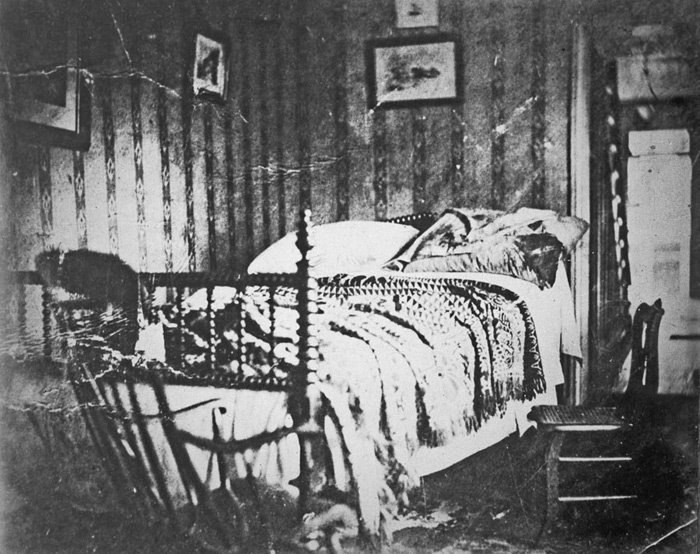
Lincolnova smrtelná postel

Mezitím dorazilo více doktorů, Joseph K. Barnes, Charles Henry Crane, Anderson Ruffin Abbott a Robert K. Stone (Lincolnův osobní lékař). Všichni se shodli na tom, že Lincoln nemůže přežít. Jelikož prezidentovo krvácení pokračovalo, odebrali krevní sraženinu, aby zmírnili tlak na mozek. Leale pevně stiskl prezidentovu ruku, aby mu dal najevo, že měl přítele.
Na místo přišli ministr námořnictva Gideon Welles a ministr války Edwin M. Stanton a převzali nad situací kontrolu spolu se starším Lincolnovým synem Robertem Toddem Lincolnem. Stanton vyhodil Mary Lincolnovou z místnosti a zřídil pracoviště v zadním salonu, čímž udržel vládu USA v chodu po dobu několika následujících hodin, kdy odesílal a přijímal telegramy, přijímal hlášení očitých svědků a vydával rozkazy směřující k honbě za Boothem.. Do domu neměla přístup veřejnost, ale i přesto bylo dovoleno několika úředníkům a lékařům, aby Lincolnovi vyjádřili poctu.

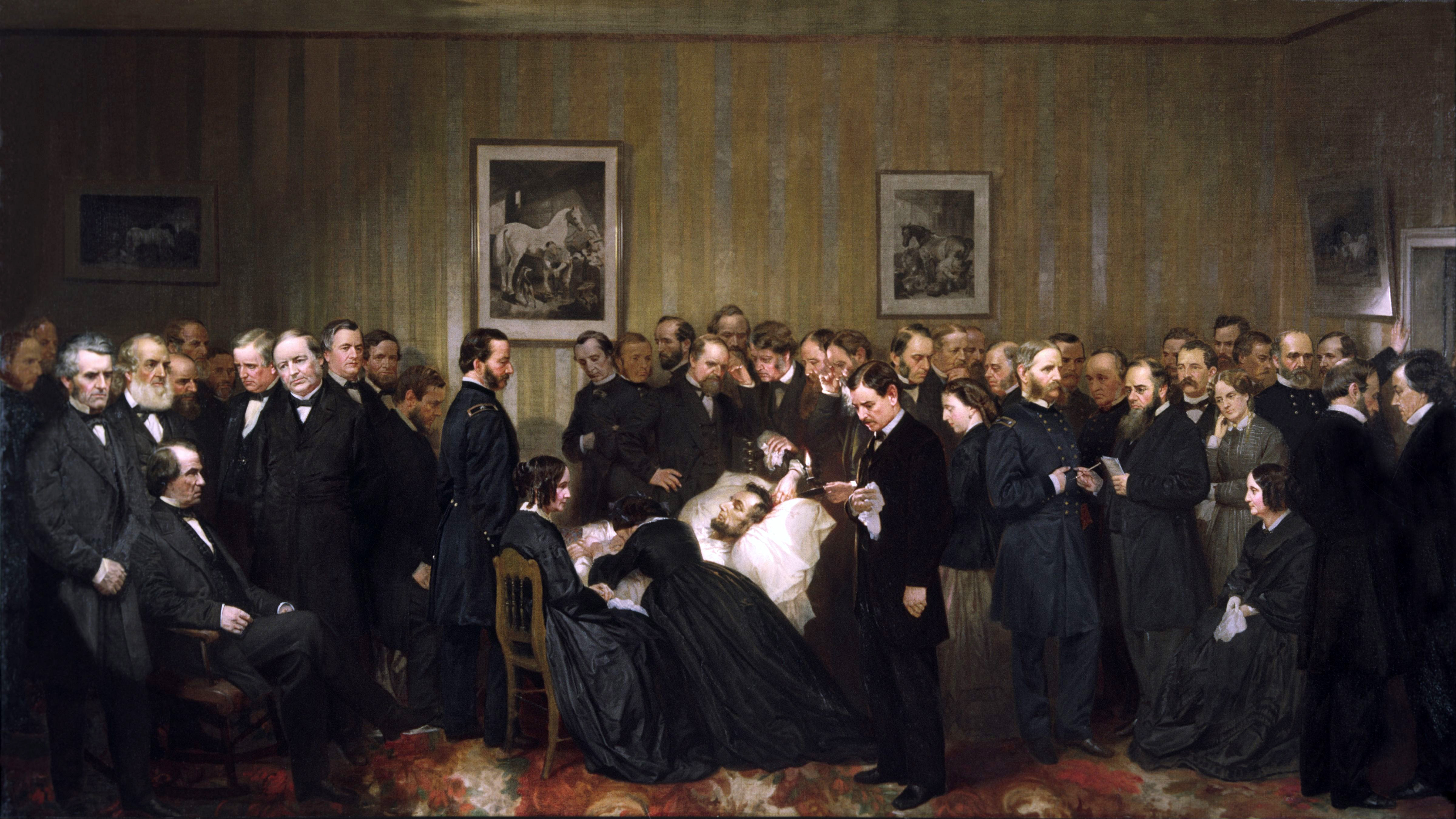
Poslední hodiny Abrahama Lincolna od Alonzo Chappela, 1868

Na začátku Lincoln dýchal pomalu a stabilně. Později jedno z jeho očí nateklo a pravá část jeho tváře ztratila barvu. Krátce před sedmou hodinou ranní bylo Mary Lincolnové povoleno vrátit se k Lincolnovi.
Lincoln zemřel v 7:22 hodin ráno 15. dubna roku 1865 ve věku 56 let. Mary Lincolnová na místě v době jeho smrti nebyla přítomná.
Okamžikem Lincolnovy smrti přešly prezidentské pravomoci na viceprezidenta Andrewa Johnsona.

## Útok na Williama H. Sewarda

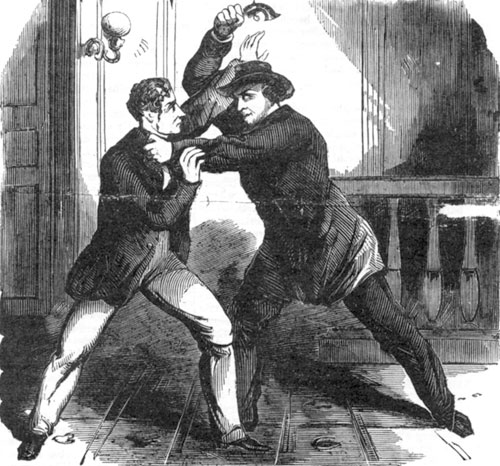
Umělecké zobrazení Lewise Powella útočícího na Fredericka W. Sewarda

Booth udělil Lewisovi Powellovi úkol zabít ministra zahraničních věcí Spojených států amerických Williama H. Sewarda. 5. dubna 1865 Seward vypadl z kočáru, přičemž si zlomil pravou paži a bradu a utrpěl otřes mozku. Lékaři vytvořili improvizovanou dlahu, aby mu bradu opravili (tato dlaha je často nesprávně nazývaná krčním límcem). Během noci dne atentátu byl stále upoután na lůžko ve svém domě ve Washingtonu nedaleko Bílého domu. David Herold dovedl Powella do rezidence Sewarda. Powell si s sebou nesl revolver 1858 Whitney (což byla velká, těžká a populární zbraň během občanské války) a bowie nůž.
Powell zaklepal na přední dveře domu krátce po desáté hodině večer. William Bell, Sewardův sluha, mu dveře otevřel. Powell řekl Bellovi, že má pro Sewarda léky od jeho doktora, Dr. Verdiho, a že zde je, aby mu léky osobně doručil a popsal, jak je má brát. Powell dostal povolení ke vstupu až po dlouhém přesvědčování sluhy. Na konci schodišť do třetího podlaží, ve kterém měl Seward ložnici, jej zastavil Sewardův syn, asistent ministra zahraničních věcí USA, Frederick W. Seward. Powell mu řekl stejný důvod jako Bellovi, ale Frederick byl vůči příchozímu nedůvěřivý a řekl Powellovi, že jeho otec spí.

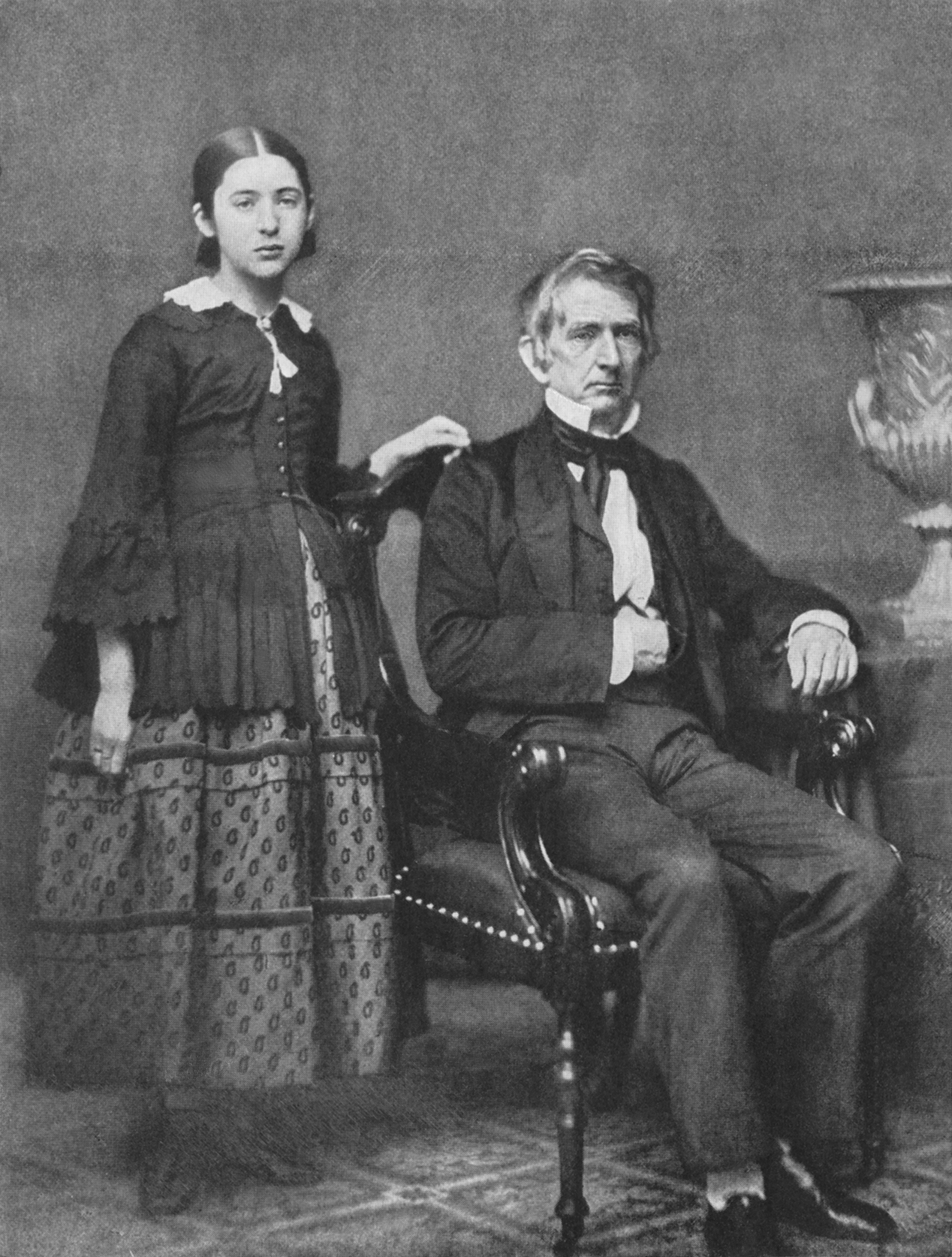
William a Fanny Sewardovi v roce 1861

Poté, co Sewardova dcera Fanny slyšela hlasy z haly, otevřela dveře do Sewardovy místnosti a řekla: „Frede, táta je ale vzhůru.“ a pak dveře opět zavřela, čímž Powellovi prozradila, kde se Seward momentálně nachází. Powell se obrátil a šel opět dolů. Náhle se otočil a vytáhl svůj revolver, který namířil na Federicka. Zmáčkl spoušť, jenže jeho zbraň nevystřelila. Powell následně zbil Federicka pistolí, která již byla rozbitá a nefunkční. Federick Seward upadl na podlahu v bezvědomí. William Bell začal řvát: „Vražda! Vražda!“ předtím, než vyběhl ven, aby přivolal pomoc.
Fanny, která se divila, co ten hluk znamenal, opět vykoukla ze dveří a spatřila svého zakrvaveného bratra v bezvědomí na zemi a Powella, který běžel směrem k ní s vytaženým nožem. Powell ji odhodil stranou, přiběhl k Sewardově posteli a opakovaně ho začal bodat nožem. Poprvé se netrefil, ale již třetí rána zachytila Sewardovu tvář. Jeho dlaha byla jedinou věcí, která ho před ostřím nože zachránila.
Bell křičela a Fanny Sewardová mezitím vystrašila Herolda, který odběhl a nechal Powella o samotě. Powell, jenž neznal geografii města, musel uprchnout sám.
Seržant George F. Robinson, voják, který měl za úkol navštívit ministra a Sewardova syna Augusta, který byl armádním úředníkem, se pokusil odehnat Powella pryč. Augustus v té chvíli spal, ale byl vzbuzen Fanyynými výkřiky. Síla Powellových ran shodila Sewarda dolů z postele na podlahu, kde na něj Powell nemohl dosáhnout. Powell bojoval s Robinsonem, Augustusem a Fanny, které taktéž bodnul.
V okamžiku, kdy Augustus odešel pro svou zbraň, Powell běžel dolů ze schodiště a dosáhl předních dveří. Právě v té chvíli dorazil messenger, který se jmenoval Emerick Hansell, s telegramem pro Sewarda. Powell ho udeří do zad, čímž způsobil, že spadl na podlahu. Ještě předtím, než Powell odešel ven zvolal: „Jsem blázen! Jsem blázen“, odvázal svého koně a o samotě odjel.
Fanny Sewardová se rozplakala se slovy: „Pane bože, můj táta je mrtvý!“. Seržant Robinson po události zvedl ministra z podlahy zpět na postel. Seward následně vypudil krev ze své pusy a řekl: „Nejsem mrtvý. Pošlete pro doktory, pošlete pro policii, zavřete dům.“. Ministr byl pokryt krví, ale Powellovy bezduché rány nožem v tmavém pokoji se nestrefily do žádného životně důležitého orgánu a Seward přežil, ačkoliv s trvalými následky.

## Nerealizovaný útok na viceprezidenta Andrewa Johnsona

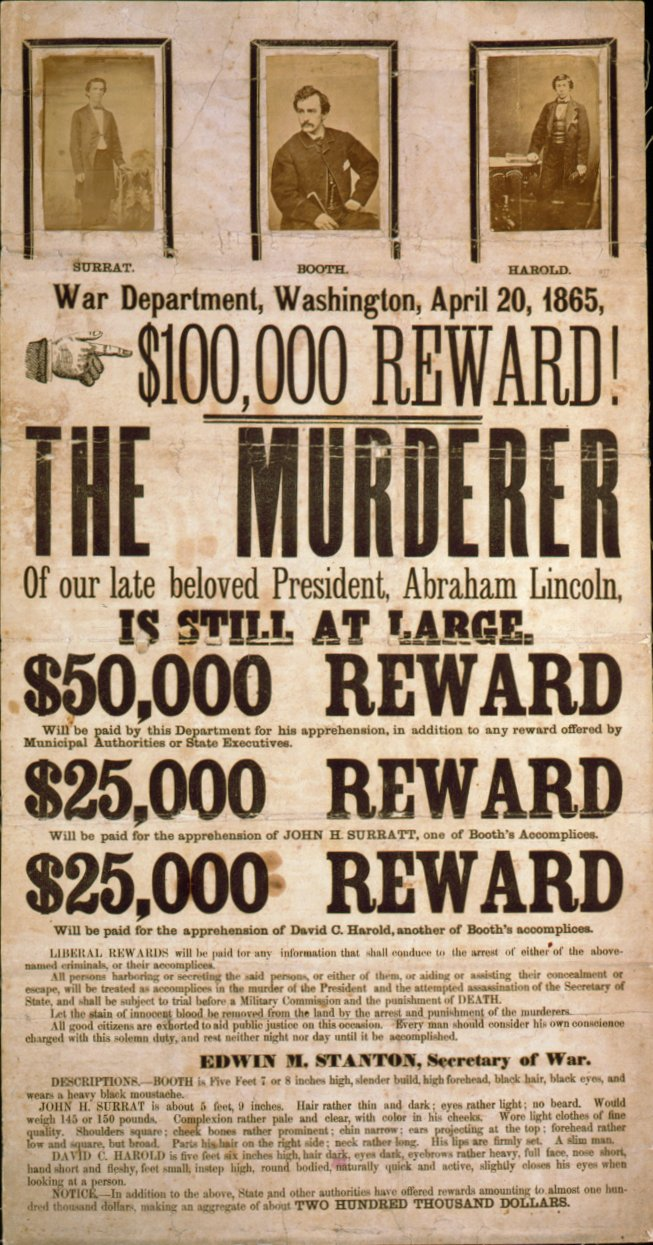
Plakát nabízející odměnu za nalezení vrahů Lincolna, obsahující fotografie Johna H. Surratta, Johna W. Bootha a Davida E. Herolda

Booth se rozhodl, že George Atzerodt by měl zabít viceprezidenta Andrewa Johnsona, který byl v té době v hotelu Kirkwood House ve Washingtonu. Atzerodt byl v 22:15 dne 14. dubna 1865 na cestě do hotelu, kde si pronajal pokoj číslo 126, hned nad pokojem, ve kterém byl viceprezident Johnson. Dorazil do hotelu ve stanovený čas a zamířil do baru ve spodní části hotelu, kam si sebou vzal pistoli a nůž. Tam se zeptal barmana Michaela Henryho na viceprezidentovo chování a osobnost. Poté, co strávil v salónu nějaký čas, hodil do sebe drink a toulal se ulicemi Washingtonu a v jedné z ulic nervózně odhodil svůj nůž. Zhruba ve dvě hodiny ráno dorazil do hotelu Pennsylvania House Hotel, kde odešel do svého pokoje a šel spát.
Ten samý den ráno se Booth zastavil v hotelu Kirkwood a zanechal tam vzkaz pro Johnsona. V něm stálo: „Nechtěl jsem Vás vyrušit, ale jste doma? J. Wilkes Booth“. Vzkaz si vyzvedl Johnsonův osobní tajemník William Browning. Historici se neshodují na účelu této zprávy a je interpretována několika různými způsoby. Jedna z teorií je, že Booth si nebyl jist, zda Atzerodt byl ve svém úkolu úspěšný, anebo se obával, že se k zabití člověka neodhodlá. Proto použil vzkazu, aby alespoň viceprezidenta zatáhl do konspirace. Další teorie je, že Booth se skutečně rozhodl pouze zjistit, zda se očekává, zda bude tuto noc viceprezident v hotelu.

## Dopadení pachatelů

### Booth a Herold
Během asi půl hodiny od Boothova odchodu z Fordova divadla Booth odešel přes Navy Yard Bridge ven ze města do Marylandu. Sentry seržant Silas Cobb, příslušník 3. dělostřeleckého pluku Massachusetts se dotázal Bootha, co tam dělá tak pozdě v noci. Ten mu odpověděl, že je na cestě domů do blízkého města Charles. Cobb znejistěl, jelikož přechod mostu po deváté hodině večerní byl pro civilisty zakázán, ale dovolil mu projít. David Herold prošel skrze ten samý most ani ne o hodinu později a setkal se s Boothem. Po vyzvednutí zásob, které byly předtím uloženy v Surattsville, se Herold a Booth vydali k Samuelovi A. Muddovi, místnímu lékaři, který zjistil, že Boothova noha je zlomena a dal mu na ni dlahu. Později pro Bootha Mudd vyrobil i pár berlí.
Po stráveném dni u Mudda doma si Booth a Herold najali průvodce, aby je dovedl do domu Samuela Coxse. Odtamtud poté šli k Thomasi Jonesovi, který je skryl v močálu Zekiah nedaleko jeho domu do doby, než mohli překročit řeku Potomac. Odpoledne 24. dubna dorazili na farmu Richarda H. Garretta, tabákového farmáře. Booth mu řekl, že je zraněný voják Konfederace.
Dr. Todd napsal 15. dubna dopis svému bratrovi, kde psal o fámách týkajících se místa, kde by se Booth mohl pohybovat.

Today all the city is in mourning nearly every house being in black and I have not seen a smile, no business, and many a strong man I have seen in tears – Some reports say Booth is a prisoner, others that he has made his escape – but from orders received here, I believe he is taken, and during the night will be put on a Monitor for safe keeping – as a mob once raised now would know no end 

Boothova cesta k úniku

Během unijního pátrání po Boothovi se 24. dubna čtyři z jeho pronásledovatelů utopili během konání hlídky. Jejich malý člun, Black Diamond, se srazil s parníkem Massachusetts buďto na řece Rappahannock anebo na Potomacu. Na místě bylo nejméně 50 úmrtí včetně pasažérů parníku, kde byli převážně vojáci Unie nedávno propuštění z konfederačních vězeňských táborů.

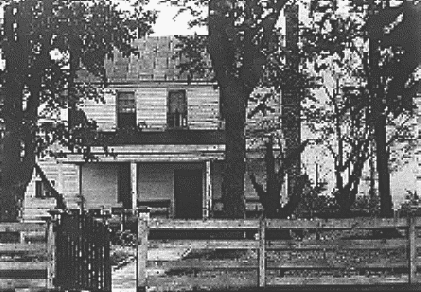
Garrettova farma, kde Booth dne 26. dubna 1865 zemřel

Booth a Herold zůstali na Garrettově farmě do 26. dubna, kdy na farmu přijeli vojáci Unie z 16. pěšího pluku a farmu obklíčili. Oznámili, že během patnácti minut stodolu zapálí. Herold se vzdal, Booth ovšem na výzvu vojáků k tomu, aby se vzdal, směle prohlásil Nedostanete mě živého. Jakmile toto vojáci uslyšeli, stodolu zapálili. Booth se rozeběhl k zadním dveřím, přičemž v jedné ruce měl pušku a v druhé pistoli. Ani z jedné zbraně však nevystřelil.
Seržant Boston Corbett se připlížil za farmu k Boothovi a střelil ho tak, že mu přerušil míchu. Střela strefila Boothovu hlavu asi dva centimetry pod místem, kam Booth zasáhl Lincolna. Booth byl vynesen před stodolu, voják mu nalil do pusy vodu, kterou okamžitě vyplivl, jelikož ji nebyl schopen spolknout. Následně řekl vojákovi: „Řekněte mé matce, že jsem zemřel pro svou zemi“. V agónii požádal vojáka, aby přesunul jeho ruce před jeho tvář (sám jimi nemohl hnout) a zašeptal: „Zbytečné… Zbytečné.“, což byly jeho poslední slova. Booth zemřel na verandě Gerrottovy farmy dvě hodiny poté, co ho Corbett zastřelil.

### Ostatní
Powell se ve Washingtonu nevyznal a bez služeb Davida Herolda se tři dny toulal washingtonskými ulicemi, než 17. dubna našel cestu zpět do Surratovy hospody. V té době tam již byli detektivové. Powell tvrdil, že je kopáč najatý Mary Surratovou, ale ta řekla, že ho nezná. Oba dva byli zatčeni. George Atzerodt se skryl na farmě svého bratrance, kde byl nalezen a zatčen 20. dubna.
Zbytek spolupracovníků byl dopaden do konce měsíce, s výjimkou Johna Surrata, který uprchl do Québecu a byl skrýván římskokatolickými kněžími. V září roku 1865 nastoupil na loď mířící do Liverpoolu, kde se zdržoval v katolickém kostele svatého Kříže. Odtud tajně pokračoval dále do Evropy, kde nastoupil jako voják k papežským zuávům v Papežském státě. Tam ho počátkem roku 1866 zpozoroval jeho bývalý spolužák a upozornil na něj vládu USA. Surrat byl papežskými strážemi zatčen, ale za podezřelých okolností se mu podařilo uniknout. Až v listopadu 1866 byl zajat agentem vlády USA v Egyptě.

## Soud se spiklenci

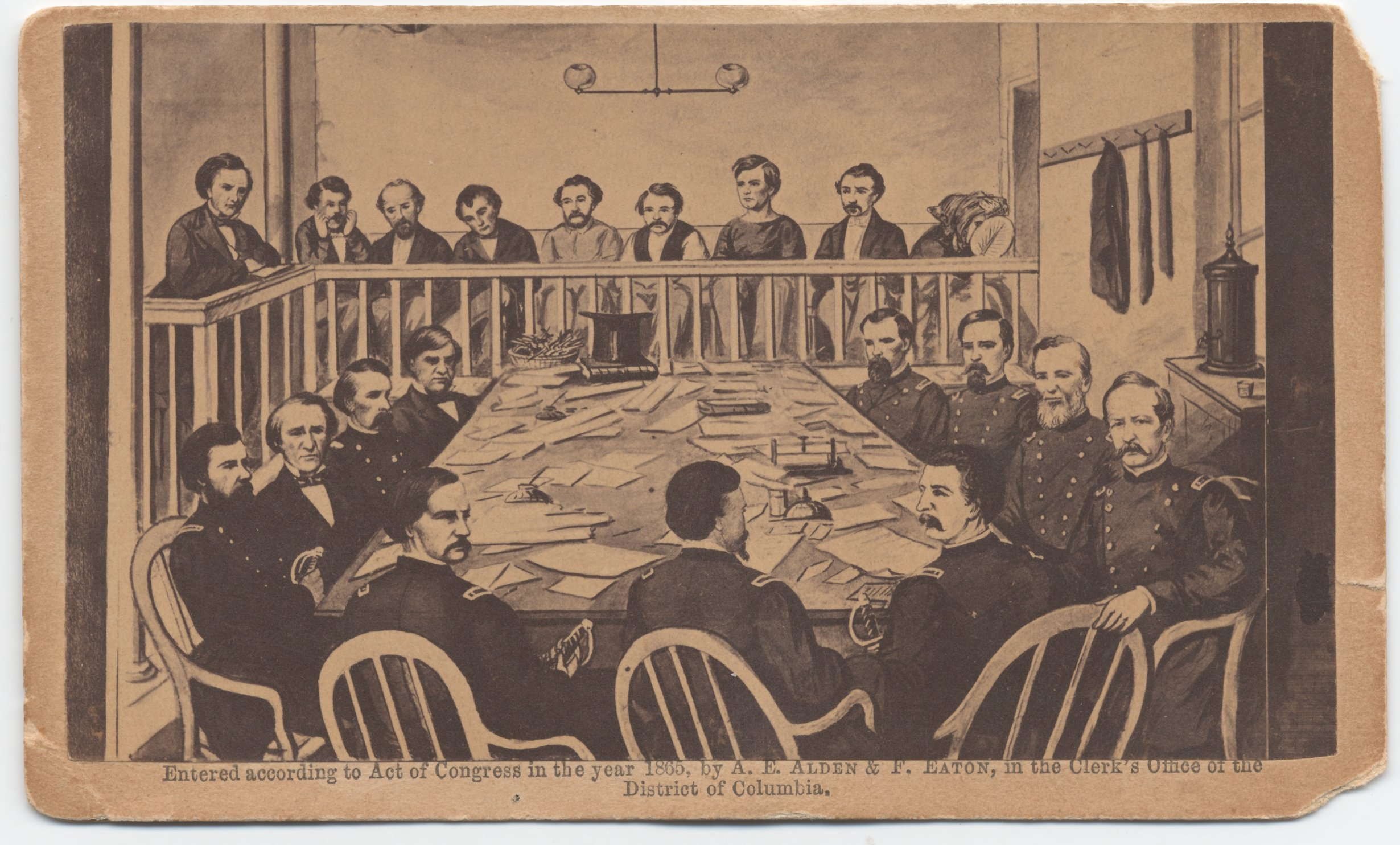
Soud spiklenců ze dne 5. června 1865

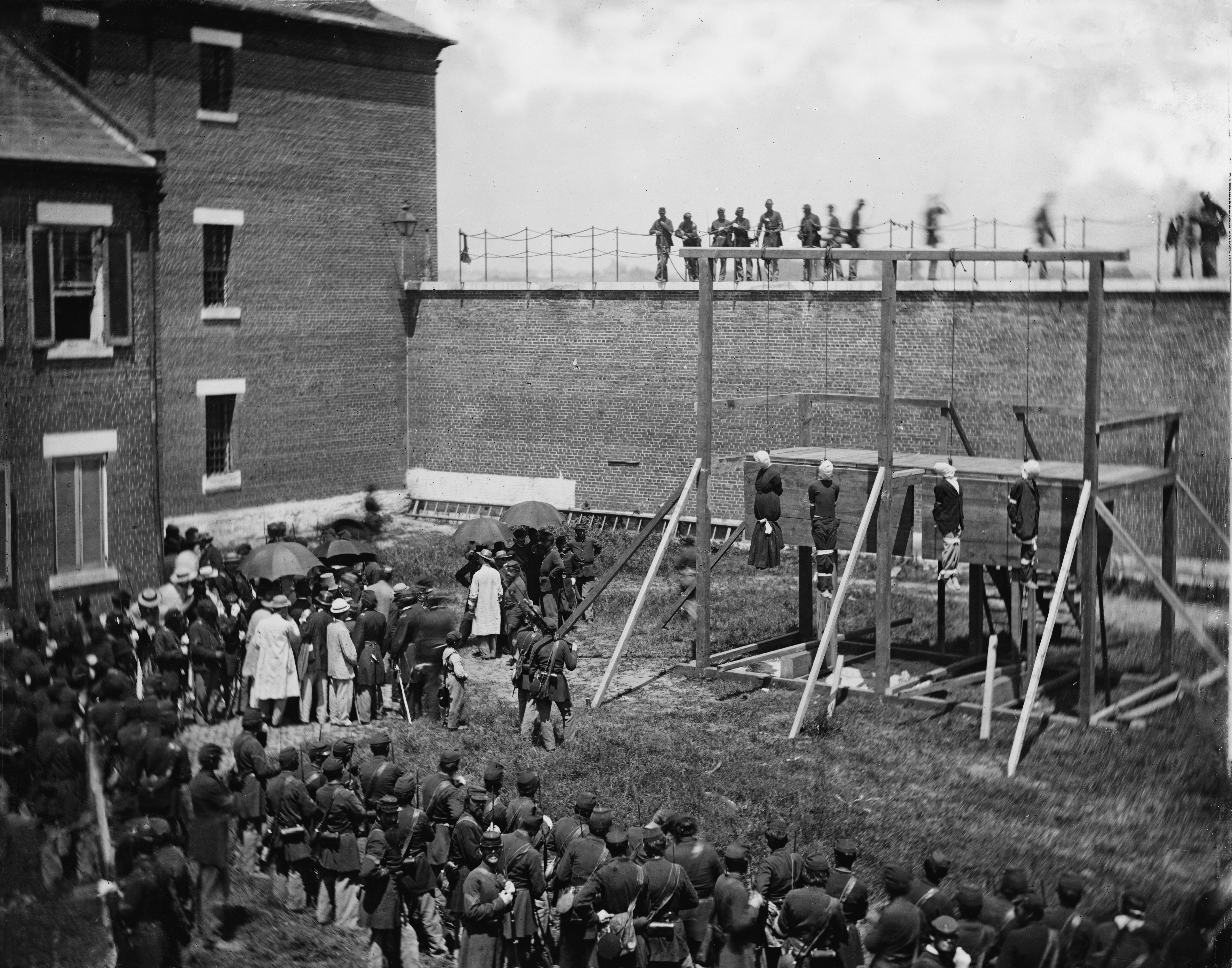
Poprava Mary Surrattové, Lewise Powella, Davida Herolda a George Atzerodta z 7. července 1865 ve Washingtonu.

Během zmatku, který následoval po atentátu, bylo mnoho podezřelých lidí zatčeno a uvězněno. Byli uvězněni všichni, kdo měli cokoliv společného s atentátem anebo kdo byli v sebemenším kontaktu s Boothem či Heroldem od doby, co unikli. Mezi uvězněnými byli Louis J. Weichmann, který byl ubytován v domu paní Surrattové, Boothův bratr Junius (v době atentátu hrál v Cincinnati), vlastník divadla John T. Ford (vězněn 40 dní), James Pumphrey, od kterého si Booth pronajal jeho koně, John M. Lloyd, hostinský, který Surrattové pronajal hospodu a dal Boothovi a Heroldovi pušky, provazy a whisky v noci 14. dubna a Samuel Cox a Thomas A. Jones, kteří pomohli Boothovi a Heroldovi překročit Potomac.
Všichni výše vyjmenovaní (a mnozí další) byli shromážděni, uvězněni a poté opět propuštěni. Nakonec se okruh podezřelých zúžil na pouhých osm vězňů (sedm mužů a jedna žena)
- Samuel Arnold
- George Atzerodt
- David Herold
- Samuel Mudd
- Michael O'Laughlen
- Lewis Powell
- Edmund Spangler (kulisák Fordova divadla)
- Mary Surratt.

Těchto osm podezřelých bylo souzeno vojenským soudem na rozkaz následujícího prezidenta Andrewa Johnsona 1. května 1865. Členem soudní komise byli
- generálmajor David Hunter (předsedající)
- Lew Wallace
- brigádní generálové
- Robert Sanford Foster
- Thomas Maley Harris
- Albion P. Howe
- August Kautz
- plukovníci
- James A. Ekin
- Charles H. Tompkins
- podplukovník David Ramsay Clendenin.

Prokuratura byla řízena Josephem Holtem, jehož doplňovali kongresmani John A. Bingham a major Henry Lawrence Burnett. Záznam soudu byl pořizován Bennem Pitmanem a jeho asistenty a byl publikován roku 1865.
Fakt, že byli souzeni vojenským soudem, kritizovali Edward Bates and Gideon Welles, kteří věřili, že by měli být souzeni civilním soudem. James Speed obhajoval vojenský soud tím, že atentát měl vojenský nádech, že obžalovaní byli spolupracovníci nepřátelské armády a existencí stanného práva ve Washingtonu (v roce 1866 se rozhodnutím Ex Parte Milligan Nejvyššího soudu USA zapovídá použití vojenských soudů, pokud jsou ty civilní funkční). Situace odsouzených se dále zhoršovala tím, že zákony vyžadovaly prostou většinu pro verdikt „vinen“ a dvoutřetinovou většinu pro rozsudek smrti. Navíc se obžalovaní nemohli odvolat ke komukoliv jinému, než k prezidentovi Johnsonovi.
Soud trval asi sedm týdnů, během kterých bylo vyslechnuto 366 svědků. Louis Weichmann byl po svém propuštění z vazby klíčovým svědkem. Všichni obžalovaní byli uznáni vinnými 30. června. Mary Surratt, Lewis Powell, David Herold, a George Atzerodt byli odsouzeni ke smrti pověšením, Samuel Mudd, Samuel Arnold a Michael O'Laughlen byli odsouzeni na doživotí. Mudd unikl smrti o jediný hlas, 5–4 hlasy byly pro pověšení, přičemž bylo nutných pouhých 6 hlasů. Edmund Spangler byl odsouzen k šestiletému vězení. Zvláštní bylo to, že po odsouzení Mary Surratové ke smrti oběšením podepsalo šest porotců dopis doporučující milost, ale Johnson odmítl popravu zastavit (později tvrdil, že onen dopis nikdy neviděl).
Surrattová, Powell, Herold a Atzerodt byli pověšeni 7. července 1865. Poprava byla dozorována generálem Unie Winfieldem Scottem Hancockem. Mary Surrattová byla první ženou popravenou vládou USA. O'Laughlen zemřel ve vězení na žlutou zimnici v roce 1867. Mudd, Arnold a Spangler byli v únoru 1869 omilostněni prezidentem Johnsonem.
Soudní síň je v budově nazývané Grant Hall, která se nachází na Fort McNair ve Washingtonu, D.C. V roce 2012 byla rekonstruována tak, aby vypadala přesně tak, jako během původního soudu. Každé čtvrtletí je soudní síň dostupná veřejnosti, přičemž se mohou dozvědět mnoho detailů o proběhlém soudu.

### Muddova vina
Zda byl Mudd skutečně vinen, zůstalo kontroverzní. Někteří, např. Muddův vnuk Richard Mudd tvrdí, že Mudd byl nevinen a trest ve vězení obdržel pouze na základě toho, že do svého domu přišel pozdě v noci se zlomenou nohou. Po více než století od atentátu, prezidenti Jimmy Carter a Ronald Reagan napsali dopis Richardovi Muddovi, ve kterém vyjádřili, že jeho děd nespáchal žádný zločin. I přesto si někteří odborníci, včetně historiků Edwarda Steersa a Jamesa Swansona stojí za tím, že Samuel Mudd Bootha třikrát navštívil před neúspěšným pokusem o únos. Poprvé to bylo v listopadu roku 1864, kdy byl Booth v době, kdy sháněl pomoc pro svůj plán únosu, odkázán na Mudda agenty tajné služby Konfederace. V prosinci se Booth s Muddem setkal podruhé a strávil noc na jeho farmě. Později onoho prosince se Mudd vydal do Washingtonu a představil Bootha agentu Konfederace Johnu Surratovi. Navíc George Atzerodt u soudu vypověděl, že Booth poslal materiál pro plán únosu právě do Muddova domu. Mudd lhal úřadům v tom, kdo do jeho domu přišel po atentátu, když tvrdil, že nepoznává muže, který se objevil na jeho zápraží. Mudd taktéž sděloval nepravdivé informace o tom, kam Booth a Herold šli.  Jedna z hypotéz je, že dr. Mudd se aktivně zapojil do plánu únosu, pravděpodobně jako lékař, ke kterému by mohl Booth zajít v případě, že by byl Lincoln zraněn. Booth si tedy tohoto doktora zapamatoval a brzy ráno dne 15. dubna k němu zašel.

## Reakce

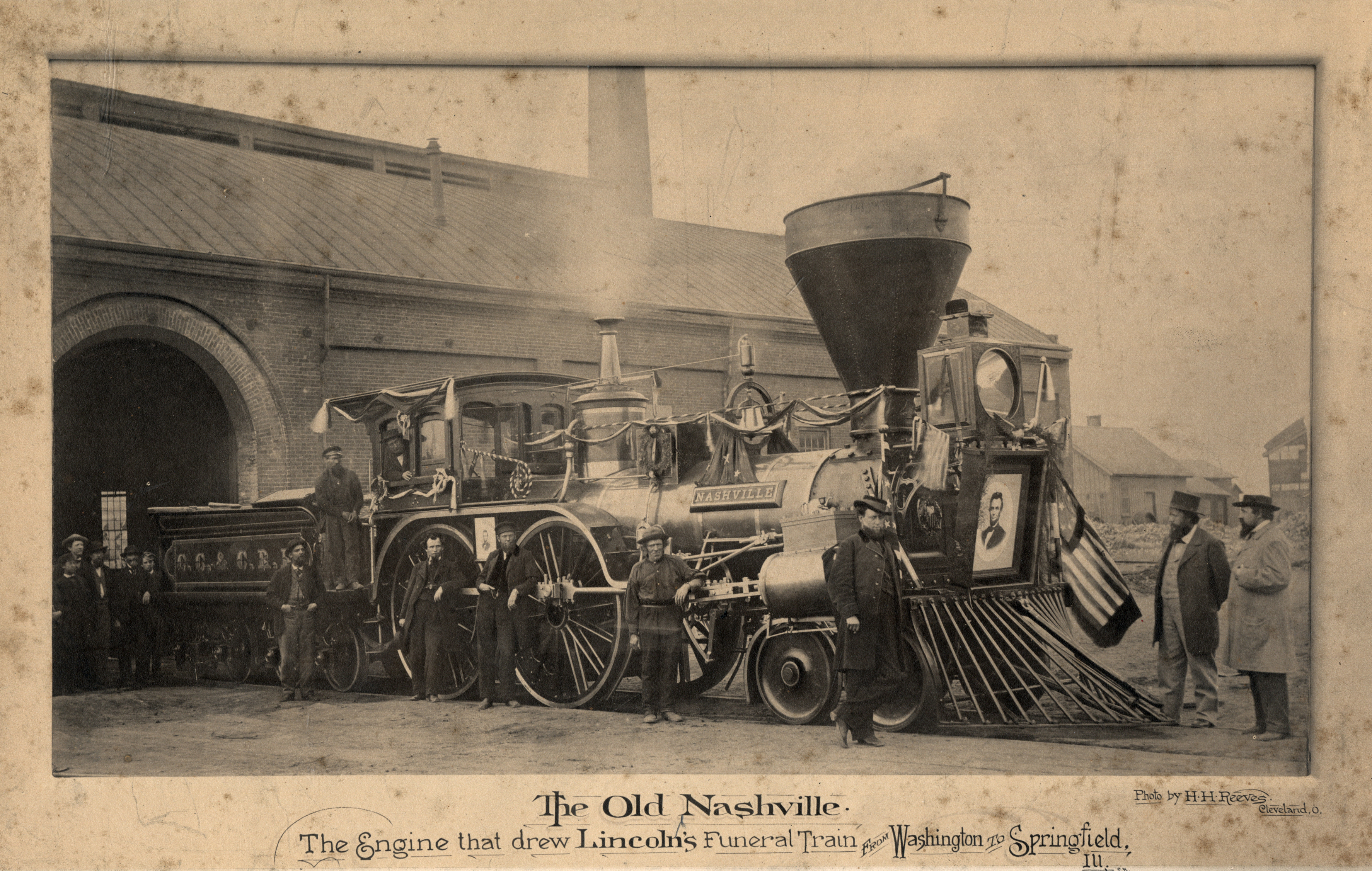
Lincolnův pohřební vlak

Lincoln byl oplakáván na severu i jihu a i jinde po celém světě. Množství cizích vlád vydalo prohlášení a vyhlásili na 15. duben státní smutek.
Byly vypraveny zvláštní vlaky svážející tisíce lidí do Washingtonu. Někteří z nich dokonce spali na trávníku u kapitolu Spojených států amerických. Lincolnův pohřeb byl 19. dubna sledován stovky tisíc lidí a miliony dalších se postavilo k vlaku vezoucí Lincolnovy ostatky skrze New York do Springfieldu do Lincoln Tomb.
Básník Walt Whitman složil básně When Lilacs Last in the Dooryard Bloom'd, O Captain! My Captain! a dvě další básně vychvalující Lincolna.
Grant nazval Lincolna „bezesporu největším mužem, kterého jsem kdy spatřil“.
Britský ministr zahraničních věcí John Russell nazval Lincolnovu smrt „smutnou kalamitou“. Čínský ministr zahraničních věcí, princ Gong, se popsal jako „nepopsatelně šokovaného a vylekaného“. Prezident Ekvádoru Gabriel Garcia Moreno řekl, že „Nikdy bych si nemyslel, že tak noblesní země bude pošpiněna tak hrozným činem; stejně jako bych si nikdy nemyslel, že pan Lincoln takhle skončí, poté, co tak moudře a s takovou slávou sloužil své zemi za tak složitých podmínek“. Vláda Libérie vydala prohlášení, kde napsala, že „Lincoln nebyl pouze vládcem svých lidí, ale spíše otcem milionům utlačovaných lidí kvůli své rase“. Vláda Haiti nazvala atentát „hrozným činem“.